# William J. Livsey

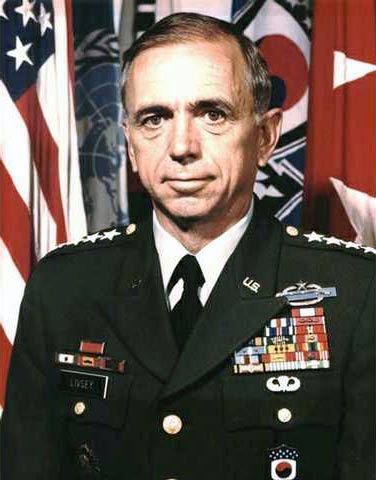
William J. Livsey

William James Livsey (* 8. Juni 1931 in Clarkston, DeKalb County, Georgia; † 18. Juni 2016 in Fayetteville, Fayette County, Georgia) war ein Viersterne-General der United States Army. Er war unter anderem Kommandeur der 8. US-Armee.
William Livsey studierte bis 1952 an der University of North Georgia, die zu den sechs Senior Military Colleges (SMC) in den USA gehört. Nach seinem Abschluss an dieser Ausbildungsstätte wurde er 1952 als Leutnant der Infanterie zugewiesen. In der Armee durchlief er anschließend alle Offiziersränge vom Leutnant bis zum Viersterne-General. Neben seinen militärischen Diensten bei verschiedenen Einheiten absolvierte er auch verschiedene Schulungen und Kurse. Dazu gehörten neben dem Grund- und Fortgeschrittenenkurs für Infanterieoffiziere, das Command and General Staff College (1962), das Armed Forces Staff College (1967) sowie das United States Army War College (1969). Außerdem erhielt er 1964 einen akademischen Grad im Fach Psychologie von der Vanderbilt University.
Die Reihe seiner militärischen Verwendungen begann als Zugführer in einer Kompanie der 3. Infanteriedivision in Südkorea. In den folgenden Jahren stieg er zum Kompaniechef und Bataillonskommandeur bei verschiedenen Einheiten auf. Dabei war er in den Jahren 1958 bis 1961 auch in Deutschland stationiert. In den 1960er Jahren war er zeitweise auch im Vietnamkrieg eingesetzt. Dort war er in den Jahren 1967 und 1968 Stabsoffizier und dann Bataillonskommandeur bei der 4. Infanteriedivision. Im Mai 1971 übernahm er das Kommando über die 2. Brigade dieser Division. Danach blieb er als Stabsoffizier in verschiedenen Funktionen bis 1976 in der 4. Infanteriedivision. Anschließend wurde er Leiter der United States Army Infantry School (1977–1979). 
Zwischen Mai 1979 und Juni 1981 war William Livsey Kommandeur der 8. Infanteriedivision, deren Hauptquartier sich in Bad Kreuznach befand. Direkt nach diesem Kommando erhielt er den Oberbefehl über das VII. Corps in Stuttgart. Diese Position hatte er zwischen Juni 1981 und Juli 1983 inne. Danach kommandierte er zwischen Juli 1983 und Mai 1984 die 3. Armee, deren Hauptquartier sich in Fort McPherson in Georgia befand. Sein letztes Kommando übernahm William Livsey am 1. Mai 1984 mit dem Oberbefehl über die 8. Armee in Südkorea. Gleichzeitig war er in Personalunion auch Oberbefehlshaber des United Nations Command für Südkorea und der amerikanischen Streitkräfte in Südkorea. Diese Ämter bekleidete er bis zum 25. Juni 1987. Noch im gleichen Jahr ging er in den Ruhestand. 
Im August 2015 machte er negative Schlagzeilen, als er einen Lieferanten eines chinesischen Restaurants körperlich bedrängte und dann vorübergehend, auch wegen Widerstands gegen die herbeigerufenen Polizisten, verhaftet wurde. Hintergrund war eine Bestellung Livseys, die er nicht bezahlen wollte oder konnte. Letztlich wurde der Fall gütlich gelöst, die Rechnung bezahlt und der General gegen Kaution freigelassen. Der seit 1952 mit Bena Sue Burns verheiratete General starb am 18. Juni 2016 in Fayetteville in Georgia, wo er seinen Lebensabend verbracht hatte.

## Orden und Auszeichnungen
William Livsey erhielt im Lauf seiner militärischen Laufbahn unter anderem folgende Auszeichnungen:
- Defense Distinguished Service Medal
- Army Distinguished Service Medal  (2-Mal)
- Silver Star
- Legion of Merit (4-Mal)
- Distinguished Flying Cross
- Bronze Star Medal